# Rue du Mont-Cenis
Rue du Mont-Cenis är en gata på Montmartre i Quartier de Clignancourt i Paris 18:e arrondissement. Rue du Mont-Cenis, som börjar vid Rue Azaïs 2 och slutar vid Rue Belliard 37–41, är uppkallad efter bergsmassivet Mont Cenis.

## Omgivningar
- Sacré-Cœur
- Saint-Pierre de Montmartre
- Notre-Dame de Clignancourt
- Square Louise-Michel
- Carrousel de Saint-Pierre
- Place Saint-Pierre
- Montmartres bergbana

## Bilder
| - Saint-Pierre de Montmartre. - Notre-Dame de Clignancourt. |

## Kommunikationer
- Tunnelbana – linje  – Jules Joffrin
- Bergbana Funiculaire
- Busshållplats Funiculaire – Paris bussnät, linje 40

### Webbkällor
- ”Rue du Mont-Cenis”. Mairie de Paris. http://www.v2asp.paris.fr/commun/v2asp/v2/nomenclature_voies/Voieactu/6392.nom.htm. Läst 27 februari 2021.
- ”Rue du Mont-Cenis”. Les rues de Paris. https://www.parisrues.com/rues18/paris-18-rue-du-mont-cenis.html. Läst 27 februari 2021.